# Смагулов, Бауыржан Амиржанович
Бауыржан Амиржанович Смагулов (каз. Бауыржан Әміржанұлы Смағұлов, род. 11 августа 1963, Караганда) — казахстанский государственный деятель, член Комитета по вопросам экологии и природопользованию Мажилиса Парламента Республики Казахстан VIII созыва.

## Биография

### Образование
В 1986 году завершил обучение в Карагандинском медицинском институте. Позже прошёл обучение в Карагандинском экономическом университете, по специальности экономист-менеджер. В дальнейшем окончил Карагандинский государственный технический университет и в 2007 году Российскую академию государственной службы при Президенте Российской Федерации. Имеет специальность по безопасности жизнедеятельности и охраны окружающей среды. Кандидат технических наук.

### Трудовая деятельность
Трудовую деятельность начал в 1986 году врачом-нейрохирургом в медицинском учреждении города Караганды. С 1990 по 1995 годы работал клиническим ординатором в Институте нейрохирургии РАМН. В период с 1995 по 1997 годы занимал должность помощника советника акима Карагандинской области.
В 1997 году ушёл в коммерческую компанию, стал работать на должности начальника отдела маркетинга в ТОО «Бюро по приватизации и инвестициям». С 2000 по 2003 годы преподавал в Институте актуального образования «Болашак». С 2003 по 2005 годы — председатель совета директоров компании «Астана Конструктив» и директор ТОО «Максат-С».
В июле 2005 года был назначен на должность начальника Карагандинского областного территориального управления охраны окружающей среды. С марта 2008 по май 2010 годы — начальник Нура-Сарысуйского департамента экологии.
В мае 2010 года приступил к исполнению должности заместителя акима Карагандинской области. С августа 2012 по 2013 годы работал заместителем председателя Агентства Республики Казахстан по управлению земельными ресурсами. С 2013 по 2014 годы — председатель Комитета по управлению земельными ресурсами Министерства регионального развития Республики Казахстан. С 2014 по 2016 годы работал в Комитете по делам строительства, жилищно-коммунального хозяйства и управления земельными ресурсами Министерства национальной экономики.
В декабре 2016 года стал председателем правления АО «Институт развития электроэнергетики и энергосбережения (Казахэнергоэкспертиза)». Покинул должность в марте 2023 года.

## Выборные должности
С 28 марта 2023 года является депутатом Мажилиса Парламента Республики Казахстан VIII созыва. Выдвинут партией «Аманат». В Парламенте работает в должности члена Комитета по вопросам экологии и природопользованию.

## Награды
Награждён Орденом «Курмет».

## Семья
Женат, воспитывает троих детей.